# Treron formosae
Treron formosae là một loài chim trong họ Columbidae.